# Komatsushima
Komatsushima (Japans: 小松島市, Komatsushima-shi) is een Japanse stad in de prefectuur Tokushima op het eiland Shikoku.
Op 1 april 2008 had de stad 41.279 inwoners en een bevolkingsdichtheid van 912  personen per km². De totale oppervlakte beslaat 45,24 km².
De stad werd gesticht op 1 juni 1951.